# 村尾幸三
村尾幸三（むらお こうぞう）は、日本の演出家・脚本家・漫画原作者・俳優。バンド活動では作詞・作曲・ギタリストもこなすマルチ・クリエイター。身長174cm、体重56kg。血液型AB型。

## 経歴
1970年代後半から俳優として活動した後、1983年7月に俳優仲間の村田雄浩・堀広道らとアクターズ・スリル&チャンスを結成。独自な世界観で新しいタイプの演劇を創り出す。7度の全国ツアーで延べ30万を動員し、1998年11月15日、解散。その間NYオフ・ブロードウェイ公演を始め、オムニバス形式の新しい公演スタイル等を成功させ、話題となる。
その後、数々の舞台・イベント演出を手がけ、漫画作品『諸刃の博徒 麒麟』『右近左乃介』などの原作を担当。

## 主な舞台演出
- アクターズ・スリル&チャンス全作品
- BOYS BE… 池袋サンシャイン劇場
- WE ARE WOMEN 横浜ランドマークタワーホール
- SHOW ONE'S FEELINGs 丸の内丸ビルホール
- 舞浜東京ディズニーリゾート・イクスピアリ・オープニング総合演出

## 漫画原作
- 右近左乃介 - 作画：山本康人、月刊ヤングマガジン連載、講談社、全3巻
- 諸刃の博徒 麒麟 - 作画：土屋多摩、週刊ヤングマガジン連載、講談社、全6巻 ※
- THE BIG BOSS - 作画：末松正博、モーニング連載、講談社、全3巻 ※「KOZO」名義
- マネーメーカー - 作画：大久保勝也、月刊少年マガジン連載、講談社、全3巻 ※「KOZO」名義

## 出演

### 映画
- 白熱デッドヒート（1977年、東宝） - 修二 役
- おんな刑務所（1978年、にっかつ） - 森山弘太 役
- 天使の欲望（1979年、東映） - 鬼丸春夫 役
- 朝はダメよ!（1980年、にっかつ） - 寺田 役
- 宇能鴻一郎の開いて写して（1981年、にっかつ） - 英世 役
- 看護婦日記 獣じみた午後（1982年、にっかつ） - 順 役
- 魔性の香り（1985年、にっかつ） - 太田章 役

### テレビドラマ
- Gメン'75 第119回「アルコール漬けの小指」（1977年8月27日、TBS）−水上しんじ
- 達磨大助事件帳 第2話「お父う!!」（1977年10月20日、テレビ朝日）
- 土曜ドラマ「鎌田敏夫シリーズ・十字路」 第二部 第3話「南国高知編 結婚しない男と結婚しない女」（1978年、NHK）
- 男たちの旅路 第4部 第3話「車輪の一歩」（1979年11月24日、NHK） - 阿川光夫 役
- GOGO! チアガール（1980年、TBS） - 大室 役
- 大江戸捜査網 第5シリーズ 第82回「銃口に立ち向かう男」（1981年5月2日、東京12チャンネル）
- 青春はみだし刑事（1983年、読売テレビ）